# Scooby Doo i legenda wampira
Scooby Doo i legenda wampira (ang. Scooby-Doo and Legend of the Vampire) – 10 film animowany i 5 animowany pełnometrażowy z serii Scooby Doo z roku 2003.
Premiera filmu na antenie Cartoon Network odbyła się 16 września 2006 roku o godz. 19:00 w Kinie Cartoon Network.

## Fabuła
Scooby i reszta jadą do Australii. Ma tam się odbyć koncert (rock-and-rollowy). Ale nie dość, że wszyscy zawodnicy zostają porwani, to na dodatek pojawia się Duch Wampira. Przyjaciele muszą rozwiązać zagadkę.

## Obsada głosowa
- Frank Welker –
  - Scooby-Doo,
  - Fred Jones
- Casey Kasem – Kudłaty Rogers
- Nicole Jaffe – Velma Dinkley
- Heather North – Daphne Blake
- Phil LaMarr – Daniel Illiwara
- Jeff Bennett – Jasper Ridgeway
- Kevin Michael Richardson –
  - Malcolm Illiwara,
  - Yowie Yahoo
- Jennifer Hale – Thorn
- Jane Wiedlin – Dusk
- Kimberly Brooks – Luna
- Michael Neill – Russell / Dark Skull
- Tom Kenny –
  - Harry / Stormy Weathers,
  - Barry / Lightning Strikes

## Wersja polska
Wersja polska: Master Film

Reżyseria: Ewa Kania

Dialogi: Kamila Klimas-Przybysz

Dźwięk: Urszula Ziarkiewicz-Kuczyńska

Montaż: Agnieszka Kołodziejczyk

Miks wersji stereo: Studio Voiceland – Jarosław Czernichowski i Maciej Ziółkowski

Kierownictwo produkcji: Romuald Cieślak

Wystąpili:
- Jacek Bończyk – Kudłaty
- Ryszard Olesiński – Scooby
- Agata Gawrońska – Velma
- Jacek Kopczyński – Fred
- Beata Jankowska-Tzimas – Daphne
- Grzegorz Małecki – Daniel Illiwara
- Janusz Bukowski – Jasper
- Marek Bargiełowski – Malcolm Illiwara
- Wojciech Paszkowski –
  - "King" (ze "Złego Omenu"),
  - Harry / "Burza" (z "Wichury")
- Janusz Wituch –
  - Cudowny Matt,
  - Barry / "Uderzenie Pioruna" (z "Wichury")
- Andrzej Chudy
- Brygida Turowska – Cierń
- Marta Walesiak – Zmierzch
- Marta Gryko – Luna

W pozostałych rolach:
- Jacek Rozenek – Russell / "Czarna Czaszka" (z "Wichury")
- Ewa Kania – "Queen" (ze "Złego Omenu")

i inni
Lektor: Maciej Gudowski